# Heptacarpus herdmani
Heptacarpus herdmani är en kräftdjursart som först beskrevs av A. O. Walker 1898.  Heptacarpus herdmani ingår i släktet Heptacarpus och familjen Hippolytidae. Inga underarter finns listade i Catalogue of Life.